# Allagelena gracilens
Espèce
Synonymes
- Agelena gracilens C. L. Koch, 1841
- Agelena similis Keyserling, 1863
- Agelena mengeella Strand, 1942

Allagelena gracilens est une espèce d'araignées aranéomorphes de la famille des Agelenidae.

## Distribution
Cette espèce se rencontre du bassin méditerranéen à l'Asie centrale.

## Description
Les mâles mesurent de 5 à 10 mm et les femelles de 9 à 11 mm.

## Toile

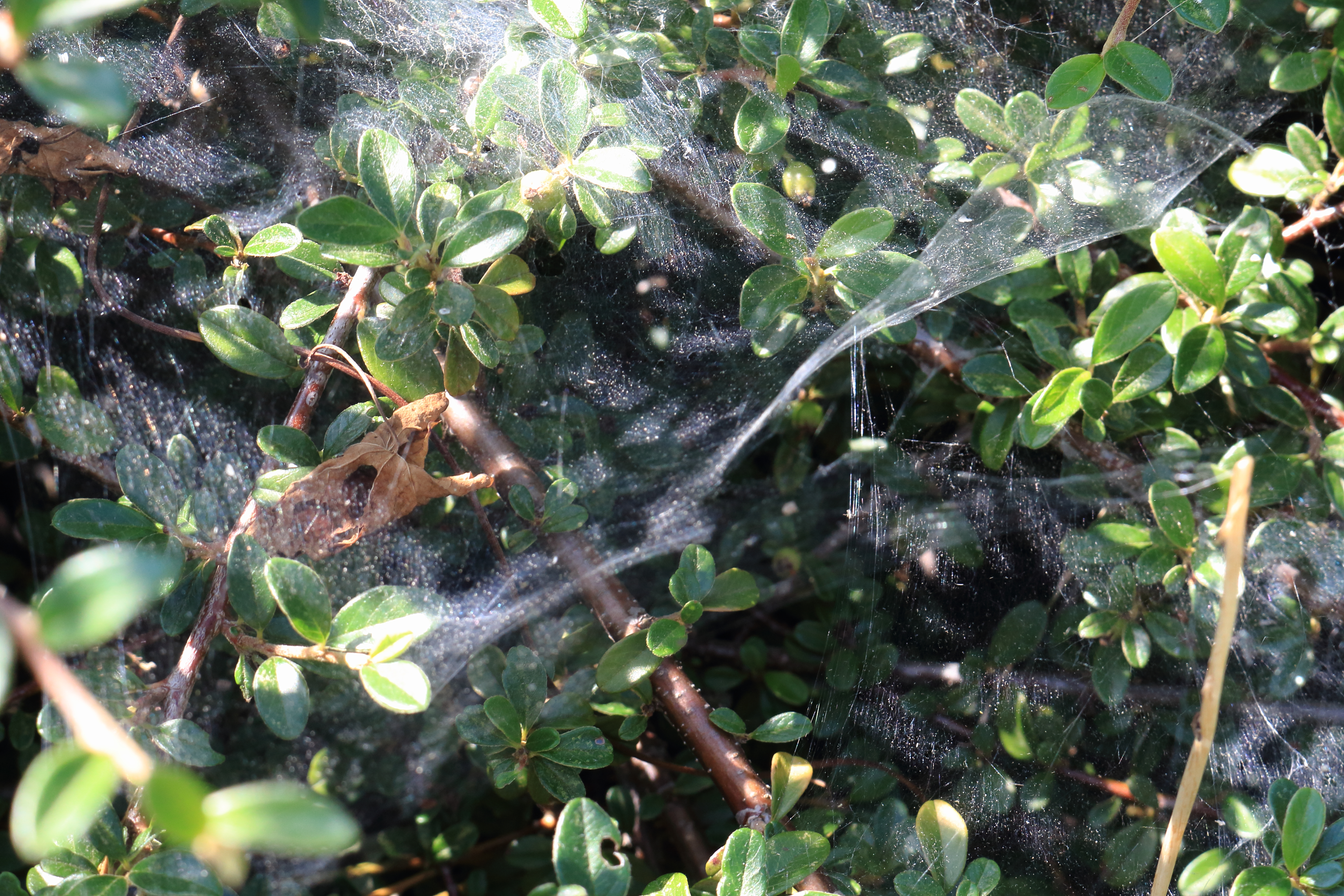
toile

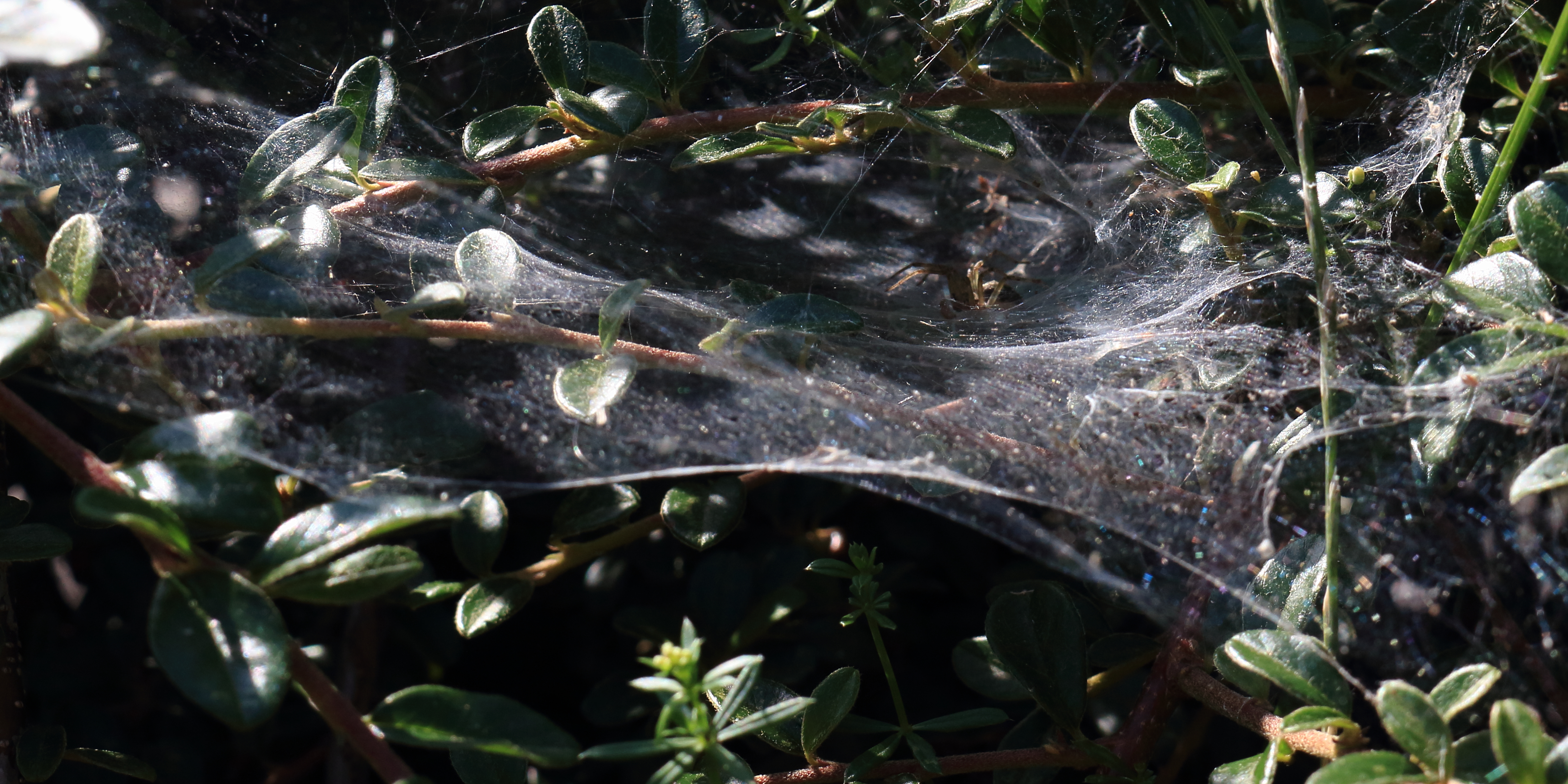
toile

Cette araignée construit sa toile dans la végétation, herbes et arbustes. La toile est munie d'un abri tubulaire, comme celles des espèces du genre Tegenaria, où l'araignée se tient à l'affût.

## Publication originale
- C. L. Koch, 1841 : Die Arachniden. Nürnberg, vol. 8, p. 41-131 (texte intégral).